# Kothagudem (huyện)

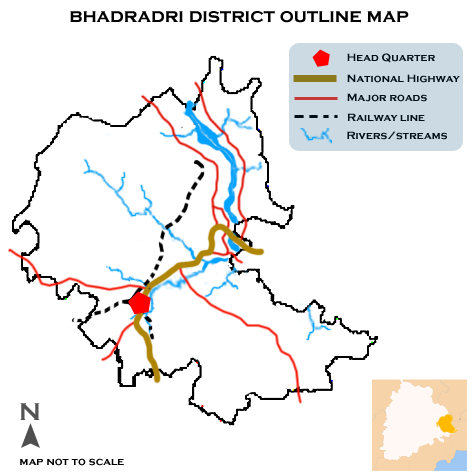
Bhadradri District basic outline map

Huyện Bhadradri Kothagudem là một huyện nằm ở phía Đông bang Telangana, Ấn Độ. Thị trấn Kothagudem là thủ phủ của huyện này. Huyện này từng là một phần của huyện Khammam trước khi tách ra thành huyện độc lập.

## Hành chính
Huyện phân thành 2 phó huyện (Bhadrachalam và Kothagudem) và mandal. Rajiv Gandhi Hanumanthu is the present collector of the district.
| #  | Phó huyện Kothagudem | #  | Phó huyện Bhadrachalam |
| -- | -------------------- | -- | ---------------------- |
| 1  | Kothagudem           | 16 | Bhadrachalam           |
| 2  | Palwancha            | 17 | Dummugudem             |
| 3  | Tekulapalli          | 18 | Cherla                 |
| 4  | Yellandu             | 19 | Burgampahad            |
| 5  | Chandrugonda         | 20 | Aswapuram              |
| 6  | Aswaraopeta          | 21 | Manuguru               |
| 7  | Mulakalapalli        | 22 | Pinapaka               |
| 8  | Dammapeta            | 23 | Karakagudem            |
| 9  | Gundala              |    |                        |
| 10 | Julurpadu            |    |                        |
| 11 | Sujathanagar         |    |                        |
| 12 | Chunchupalle         |    |                        |
| 13 | Laxmidevipalli       |    |                        |
| 14 | Allapalli            |    |                        |
| 15 | Annapureddypally     |    |                        |